# 136-я танковая бригада
 136-я отдельная танковая бригада  — танковая бригада Красной армии в годы Великой Отечественной войны.
Сокращённое наименование — 136 отбр.

## Формирование и организация
136-я танковая бригада была сформирована на основании Директивы № 723499сс от 15.02.1942 г. в Северо-Кавказском ВО (Кропоткин) на базе 221-го и 222-го отдельных танковых батальонов.
8 июня 1942 г. убыла на Северо-Кавказский фронт.
Разгромлена во время Северо-Кавказской операции (25 июля – 31 декабря 1942) и расформирована 1 октября 1942 г. в Сталинградском ВО.

## Боевой и численный состав
Бригада сформирована по штатам №№ 010/345-010/352 от 15.02.1942 г.:
- Управление бригады [штат № 010/345]
- 1-й отд. танковый батальон [штат № 010/346] бывший 221-й отд. танковый батальон
- 2-й отд. танковый батальон [штат № 010/346] бывший 222-й отд. танковый батальон
- Мотострелково-пулеметный батальон [штат № 010/347]
- Противотанковая батарея [штат № 010/348]
- Зенитная батарея [штат № 010/349]
- Рота управления [штат № 010/350]
- Рота технического обеспечения [штат № 010/351]
- Медико-санитарный взвод [штат № 010/352]

## Подчинение
Периоды вхождения в состав Действующей армии:
- с 09.06.1942 по 01.10.1942 года.

| Дата            | Фронт (округ)                  | Армия | Корпус               | Дивизия | Бригада | Примечания |
| --------------- | ------------------------------ | ----- | -------------------- | ------- | ------- | ---------- |
| 01.04.1942 года | Северокавказский военный округ |       |                      |         |         |            |
| 01.05.1942 года | Северокавказский военный округ |       |                      |         |         |            |
| 01.06.1942 года | Северокавказский военный округ |       |                      |         |         |            |
| 01.07.1942 года | Северокавказский военный округ |       |                      |         |         |            |
| 01.08.1942 года | Северокавказский фронт         |       | 14-й танковый корпус |         |         |            |

## Командиры

### Командиры бригады
- Петушков Александр Николаевич, подполковник, 00.02.1942 - 01.10.1942 года.[1]

### Начальники штаба бригады
- Лавизин Михаил Иванович, майор, 00.03.1942 - 29.09.1942 года.[2]

### Заместитель командира бригады по строевой части
- Нестеров Фёдор Романович, подполковник. 00.04.1942 - 00.06.1942 года.

### Начальник политотдела, заместитель командира по политической части
Клыщинский Пётр Львович, батальонный комиссар, 19.03.1942 - 15.10.1942 года.